# Gemeneta opilionoides
Gemeneta opilionoides är en insektsart som först beskrevs av Bolívar, I. 1905.  Gemeneta opilionoides ingår i släktet Gemeneta och familjen gräshoppor. Inga underarter finns listade i Catalogue of Life.